# Tetsubishi

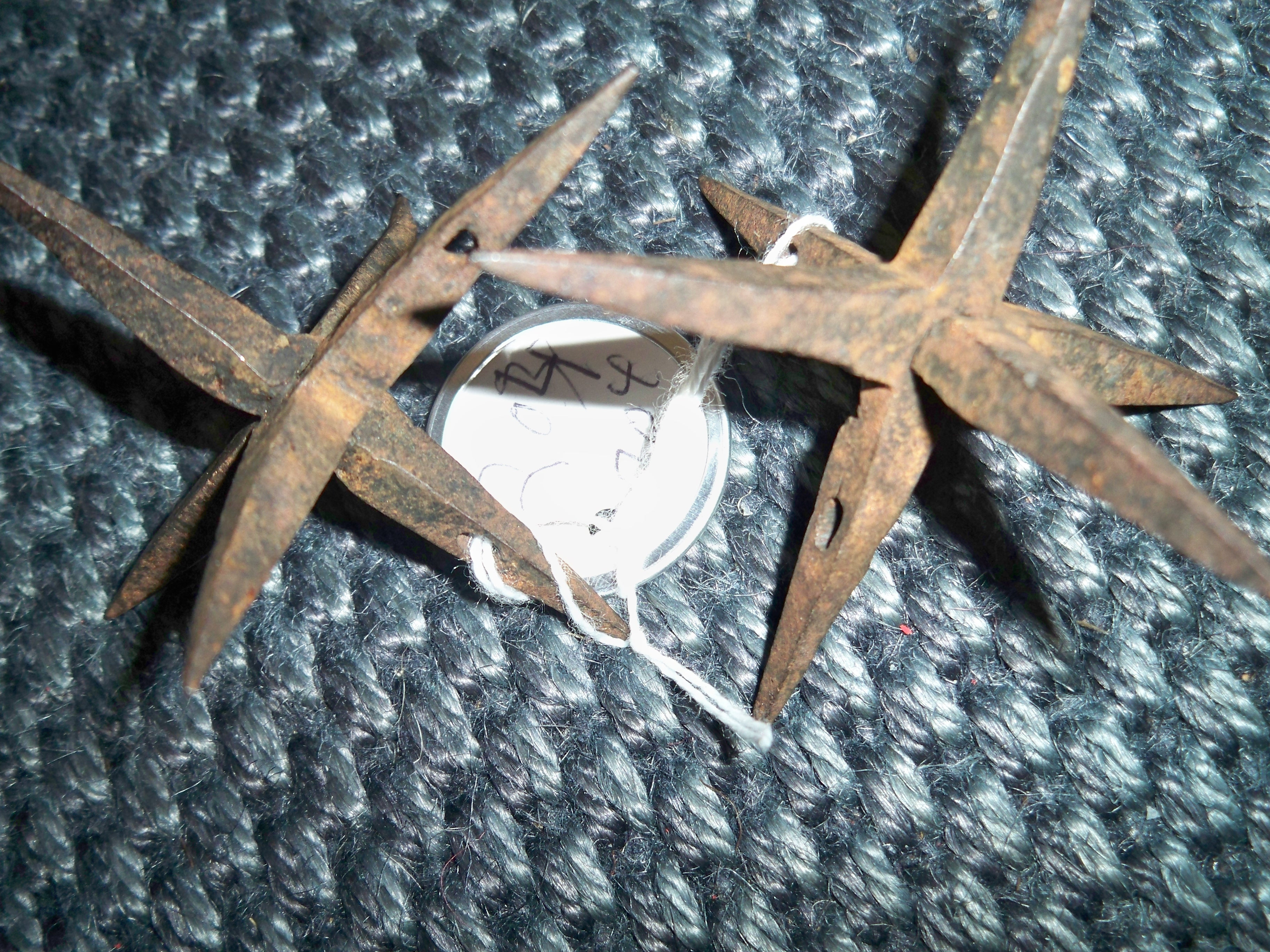
Tetsubishi

Os Tetsubishis são objetos pontiagudos, de material natural ou não, com três ou mais pontas afiadas que, conforme caiam, permaneçam com uma das pontas para cima, pois são jogados no chão para retardar o oponente. Eram muito usados pelos ninjas, pois tem a grande vantagem de serem de fácil uso e não necessitarem de técnicas elaboradas.
São correspondentes aos estrepes europeus.

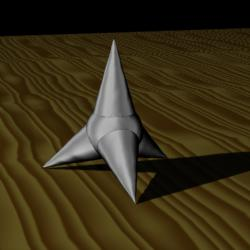
Tetsubishi